# Plectris anomala
Plectris anomala är en skalbaggsart som beskrevs av Kirsch 1885. Plectris anomala ingår i släktet Plectris och familjen Melolonthidae. Inga underarter finns listade i Catalogue of Life.